# Теофилин
Теофилинът (наименование по IUPAC: 1,3-диметил-7H-пурин-2,6-дион), още известен като диметилксантин, е метилксантиново лекарство, което под различни търговски марки се използва при лечението на дихателни заболявания като астма или хронично обструктивно белодробно заболяване. Поради множеството си странични ефекти рядко се назначава за клинична употреба.
Като член на семейството на алкалоидите ксантини, теофилинът има структурни и фармакологични сходства с кофеина и теобромина. В медицинската практика се използва синтетичен теофилин, а в природата се намира в чая, но в много малки количества (~1 mg/L), което е чувствително по-ниско от терапевтичната доза.
Теофилинът основно действа, като:
- отпуска гладките мускули на бронхите,
- повишава еластичността и ефективността на сърдечния мускул,
- учестява сърдечния ритъм,
- повишава кръвното налягане,
- повишава притока на кръв в бъбреците,
- има някои противовъзпалителни ефекти,
- стимулира централната нервна система.

ФАРМАКОДИНАМИКА:
Бронходилататор-синтетично производен на пурина;
Той инхибира (потиска) с фосфодиестераза, увеличаването и натрупването в тъканите на АМФ-вещества, които блокират аденозиновите (пуриновите) рецептори;
Намалява притока на калциеви йони през каналите на клетъчната мембрана, намалява съкратителната активност на гладката мускулатура. Той отпуска мускулите на бронхите, кръвоносните съдове (най-вече на мозъка, кожата и бъбреците);
Той има периферно-вазодилатиращ ефект.
Стабилизира мембраната на мастните клетки, инхибира освобождаването на медиатори на алергични реакции.
Това повишава мукоцилиарния клиренс, стимулира свиването на диафрагмата, подобрява дихателната функция и работата на междуребрените мускули, стимулира изцяло дихателния център.
Нормализирането на дихателната функция, насърчава насищането на кислород в кръвта и намаляване на концентрацията на въглероден диоксид;
Укрепва белодробна вентилация по отношение на хипокалиемия(понижена концентрация на йоните на калия в кръвта).
Той има стимулиращ ефект върху дейността на сърцето, увеличава силата на сърдечните контракции и сърдечната честота, увеличава коронарния кръвоток и осигурява кислородните нужди на миокарда.
Това понижава тонуса на кръвоносните съдове (главно на мозъка, кожата и бъбреците).
Това намалява белодробното съдово съпротивление, намалява налягането в „малкият“ кръг на кръвообращението.
Повишава бъбречния кръвоток, има леко диуретично действие.
Разширява екстрахепаталния път на жлъчния мехур (канала за жлъчката).
Той инхибира тромбоцитната агрегация (спира тромбоцитния фактор на алфа активирането и PgE2), повишава устойчивостта на еритроцитите (спира деформация на червените кръвни клетки – подобрява кръвната реология), намалява образуването на тромби (кръвни съсиреци) и нормализира микроциркулацията на кръвта.
Бавното освобождаване на активното вещество от забавянето на съвременните таблетки с удължено освобождаване (принципа-Ретард) постига, терапевтично ниво на теофилин за 3-5 часа след приложението им и е в постоянна активност в продължение на 10-12 часа така, че ефективната концентрация на теофилин в кръвта се поддържа през денонощието с прием на препарата два пъти дневно.
За първи път теофилинът бил извлечен от чаени листа около 1888 година от немския биолог Албрехт Косел. Лекарството било химически идентифицирано през 1896 година и впоследствие синтезирано от друг немски учен Вилхелм Траубе. През 1950-те теофилинът за първи път намерил клинично приложение за лечение на астма.